# BNP Paribas Primrose 2008
Il BNP Paribas Primrose 2008 è stato un torneo di tennis facente parte della categoria ATP Challenger Series nell'ambito dell'ATP Challenger Series 2008. Il torneo si è giocato a Bordeaux in Francia dal 12 al 18 maggio 2008 su campi in terra rossa e aveva un montepremi di $85 000+H.

## Vincitori

### Singolare
Eduardo Schwank ha battuto in finale  Igor' Kunicyn con il punteggio di 6–2, 6–2

### Doppio
Diego Hartfield /  Sergio Roitman hanno battuto in finale  Tomasz Bednarek /  Dušan Vemić con il punteggio di 6–4, 6–4